# باول أندرسون (رباع)
باول أندرسون (بالإنجليزية: Paul Anderson)‏ هو رباع أمريكي، ولد في 17 أكتوبر 1932 في توكوا في الولايات المتحدة، وتوفي في 15 أغسطس 1994 في فيداليا في الولايات المتحدة بسبب التهاب الكلى.

## وصلات خارجية
- بول أندرسون على موقع اللجنة الأولمبية الدولية (الإنجليزية)
- بول أندرسون على موقع أوليمبيديا (الإنجليزية)